# Municipalità regionale della contea di Vaudreuil-Soulanges
La municipalità regionale della contea di Vaudreuil-Soulanges è una municipalità regionale di contea del Canada, localizzata nella provincia del Québec, nella regione di Montérégie.
Il suo capoluogo è Vaudreuil-Dorion.

## Suddivisioni
City e town
- Coteau-du-Lac
- Hudson
- L'Île-Cadieux
- L'Île-Perrot
- Notre-Dame-de-l'Île-Perrot
- Pincourt
- Saint-Lazare
- Vaudreuil-Dorion

Municipalità
- Les Cèdres
- Les Coteaux
- Rigaud
- Rivière-Beaudette
- Saint-Clet
- Saint-Polycarpe
- Saint-Télesphore
- Saint-Zotique
- Sainte-Justine-de-Newton
- Sainte-Marthe
- Terrasse-Vaudreuil
- Très-Saint-Rédempteur

Villaggi
- Pointe-Fortune
- Pointe-des-Cascades
- Vaudreuil-sur-le-Lac